# Joakim Nilsson (Fußballspieler, 1994)
Jörgen Joakim Nilsson (* 6. Februar 1994 in Härnösand) ist ein schwedischer Fußballspieler. Der Innenverteidiger steht bei St. Louis City unter Vertrag und debütierte 2016 in der schwedischen Nationalmannschaft.

## Werdegang
Nilsson, dessen älterer Bruder Per als Profifußballer reüssierte, entstammt der Jugend des IF Älgarna. Für den Klub debütierte er im Alter von 15 Jahren im Erwachsenenbereich, ehe er sich 2011 GIF Sundsvall anschloss. Dort spielte er zunächst im Nachwuchsbereich, gegen Ende 2012 rückte er in die Wettkampfmannschaft auf. Dort dauerte es bis zu seinem Debüt in der zweitklassigen Superettan bis zum September 2013, zunächst blieb ihm jedoch der Durchbruch verwehrt und in der Aufstiegssaison 2014 bestritt er acht Spieleinsätze. In der Allsvenskan etablierte er sich endgültig in der Mannschaft und bestritt 20 der 30 Ligaspiele. Parallel spielte er sich 2015 in die schwedische U21-Auswahlmannschaft, im folgenden Jahr in die A-Nationalmannschaft. 
Nachdem Nilsson im Januar 2016 seine ersten Länderspiele im Rahmen der traditionellen Januartour der Nationalelf absolviert hatte, wechselte er im Februar innerhalb der Allsvenskan zu IF Elfsborg. Während er dort nur sporadisch zum Einsatz kam, berücksichtigte Nachwuchs-Auswahltrainer Håkan Ericson ihn im Kader der schwedischen U23 für die Olympischen Sommerspiele 2016. Dabei bestritt er die ersten beiden Gruppenspiele, verpasste jedoch mit der Mannschaft den Einzug in die K.O.-Runde. Zu Beginn der Spielzeit 2017 hatte er sich als Stammkraft in der Defensive bei seinem Klub durchgesetzt und gehörte anschließend im Sommer des Jahres zum Kader bei der U21-Europameisterschaft 2017, blieb dort aber ohne Einsatz und schied mit dem Titelverteidiger in der Gruppenphase aus.
Im Juli 2019 wurde sein Wechsel in die deutsche 2. Bundesliga bekannt gegeben. Bei Arminia Bielefeld erhielt der Verteidiger einen Dreijahresvertrag. Bei seinem Debüt für die Ostwestfalen gegen Erzgebirge Aue konnte Nilsson sein erstes Tor für den neuen Verein erzielen. In selbiger Saison stieg er mit der Arminia als Zweitligameister in die Bundesliga auf. Nilssons guten Vorjahresleistungen zum Trotz verpflichtete Bielefeld vor Beginn der Spielzeit 2020/21 den Niederländer Mike van der Hoorn, um dem deutschen Nachwuchsnationalspieler Amos Pieper in der Innenverteidigung einen erfahrenen Defensivmann an die Seite zu stellen. Gleichzeitig befand sich Nilsson infolge leichter Blessuren, die er sich in Trainings- und Vorbereitungsspielen zugezogen hatte, in einem Leistungstief. Das Innenverteidiger-Duo Pieper und van der Hoorn startete mit vier Punkten aus zwei Spielen zwar gut in die Saison, schwächelte dann aber und verlor sieben Ligaspiele in Folge. Trainer Uwe Neuhaus griff deshalb ab dem 10. Spieltag wieder auf den in Fankreisen vielgeforderten Nilsson zurück, der seinen Stammplatz bis zum Ende der Saison verteidigen und van der Hoorn, der in der folgenden Sommerpause den Verein auf eigenen Wunsch vorzeitig verließ, langfristig auf die Bank verdrängen konnte.
Zum 1. Juli 2022 wechselte Nilsson in die USA zu St. Louis City. Das neue Franchise der Major League Soccer nimmt jedoch erst zur Saison 2023 den Spielbetrieb auf.